# Демшино (Бабаєвський район)
Демшино (рос. Демшино) — присілок в Бабаєвському районі, Вологодська область, Росія.
Входить до складу Пожарського сільського поселення, з точки зору адміністративно-територіального поділу — в Пожарську сільраду.
Відстань по автодорозі до районногу центра Бабаєво — 72 км, до центра муніципального утворення села Пожара — 2 км. Найближчі населені пункти — Андроново, Ігнатово, Пожара.
За переписом 2002 року населення — 4 людини.